# Punta Pozos
La Punta Pozos o Punta Foca es un accidente geográfico costero ubicado en el departamento Deseado en la Provincia de Santa Cruz (Argentina), más específicamente en la posición  47°56′52″S 65°45′58″O / -47.94778, -65.76611. Representa el extremo sur de la bahía del Oso Marino y el extremo norte de la bahía de los Nodales. Se trata de una larga península que se interna en el mar casi dos kilómetros, con un ancho que varía entre 500 y 700 metros. 
La punta está constituida por afloramientos rocosos porfíricos de la formación Bahía Laura, los cuales se hallan parcialmente cubiertos por sedimentos de origen holocénico, en especial en su cara norte donde se registran algunas pequeñas acumulaciones medanosas. La cara sur constituye un paredón rocoso a pique con el mar. Prácticamente toda la península y punta Pozos se encuentran a una altura de 30 metros sobre el nivel del mar.